# Leptanillinae
Sous-famille
Les Leptanillinae sont une sous-famille de fourmis, regroupant les tribus Anomalomyrmini et Leptanillini.

## Liste des tribus et genres
Selon « Hymenoptera Online Database »(Archive.org • Wikiwix • Archive.is • Google • Que faire ?) :
- tribu Anomalomyrmini Taylor, 1990
  - genre Anomalomyrma Taylor, 1990 - présent uniquement au Japon
  - genre Protanilla Taylor, 1990
- tribu Leptanillini
  - genre Leptanilla Emery, 1870 - que l'on trouve de manière éparse dans le sud de la France, en Corse, Sardaigne, Algérie, Israël et au Japon
  - genre Phaulomyrma Wheeler & Wheeler, 1930
  - genre Yavnella Kugler, 1987